# 萨莫尼亚
萨莫尼亚（法語：Samognat，法語發音：[samɔɲa]）是法国东部安省的一个市镇，属于楠蒂阿区。

## 地理
萨莫尼亚（46°15'28"N, 5°34'34"E）面积14.01 平方千米，位于法国奥弗涅-罗讷-阿尔卑斯大区安省，该省份为法国东部省份，北起汝拉省，西北接索恩-卢瓦尔省，西接罗讷省和里昂大都会，南至伊泽尔省，东与萨瓦省、上萨瓦省和瑞士接壤。
与萨莫尼亚接壤的市镇（或旧市镇、城区）包括：多尔唐、热奥夫雷塞、伊泽诺尔、马塔弗隆-格朗日、奥约纳、图瓦雷特-夸西亚。

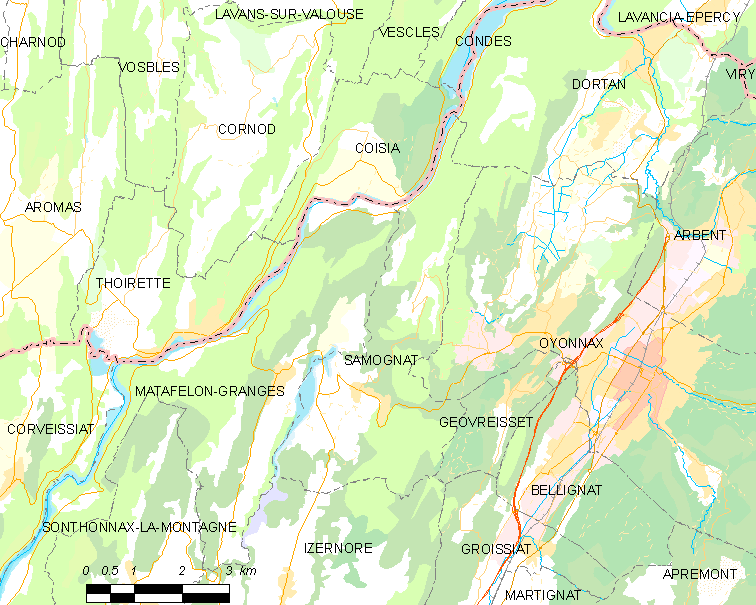
萨莫尼亚的OSM定位图

萨莫尼亚的时区为UTC+01:00、UTC+02:00（夏令时）。

## 行政
萨莫尼亚的邮政编码为01580，INSEE市镇编码为01392。

## 政治
萨莫尼亚所属的省级选区为蓬丹县。

## 人口

1962-2008年间萨莫尼亚人口变化图示

萨莫尼亚于2022年1月1日时的人口数量为645人。